# Dexys Midnight Runners
Dexys Midnight Runners é uma banda britânica formada no início dos anos 80, cuja principal figura é o vocalista Kevin Rowland. 
O grupo lançou três álbuns e em cada um deles apresentava uma formação diferente, mantendo apenas o trombonista além do vocalista fundador (a dupla também era responsável pela co-autoria da maioria das canções). O termos "Dexys" é uma abreviatura da substância dexedrina.
O primeiro álbum, Searching for the young soul rebels, apresentava uma vigorosa releitura do Soul do estilo da extinta gravadora Stax, com destaque para a sessão de metais, apesar de seu som anacrônico. Influenciados por, entre outros, Aretha Franklin e Otis Redding, os Dexys viram o hit Geno (em homenagem ao soulman Geno Washington) chegar aos topos da parada.
Brigas e discussões, aliadas ao forte temperamento de Kevin, levaram à dissolução da primeira formação e a um novo time de músicos. O visual de jovens da classe operária - ideia tirada do filme Mean Streets (no Brasil, "Caminhos Perigosos"), de Martin Scorsese, deu lugar a um figurino cigano de macacões e boinas. Com a adição de um duo de violinos e banjo, o álbum Too-rye-eye conquistou o mundo com o sucesso Come On Eileen. A influência, desta vez, era o bardo Van Morrison, de quem o grupo regrava Jackie Wilson Said (I'm in Heaven When You Smile).
Don't stand me down, o último álbum nos anos 80, trazia canções longas e mais sofisticadas. Longos diálogos entre Kevin e o guitarrista (What's she like?), canções melancólicas sobre a juventude (Reminisce Part II) e declarações de amor (Listen to This e The Waltz) permeiam o que talvez seja o melhor disco do grupo, mesmo com a ausência de um hit, fato que levou este álbum a ser considerado um lost record, uma pérola perdida e redescoberta ao longo dos anos.
Após a dissolução desta formação, Kevin enfrentou problemas com drogas e foi à bancarrota. Tentou uma carreira solo, lançando dois discos esparsos (The Wanderer e My Beauty), ambos fracasso de público e crítica. O segundo, diz a lenda, vendeu menos de 500 cópias. 
Em 2003, Kevin remontou o grupo e produziu duas canções novas: Manhood e My Life in England (Part I). Mesmo sem o brilho das formações anteriores e com um repertório basicamente de músicas antigas, a nova formação alcançou um grande sucesso de público em sua turnê europeia.
Em 2009, a canção Come On Eileen rendeu a banda a 1a posição na lista "Top 100 One Hit Wonder Of The 80′s (100 melhores bandas de um hit só dos anos 80)" do canal.
"Come on Eillen", do álbum "Too- Rye-Ay" ,publicado em 1982, é a música mais popular da banda. VH1. Os leitores da revista Rolling Stones, elegeram o hit como o 2o. de 10 dos maiores hits one hit wonder